# Bohain-en-Vermandois
Bohain-en-Vermandois è un comune francese di 6 161 abitanti situato nel dipartimento dell'Aisne della regione dell'Alta Francia.

## Società

### Evoluzione demografica
Abitanti censiti

## Monumenti e luoghi d'interesse
- Chiesa di Notre-Dame-de-Lourdes, ricostruita dopo la prima guerra mondiale, di stile neogotico in mattoni.
- Hôtel de ville, del XIX secolo, di stile fiammingo.
- Tempio della Chiesa riformata, rue Quimcampoix, costruito nel 1933.
- Casa di famiglia di Henri Matisse, nella via del Castello.
- Statua di Henri Matisse [situata in rue Fagard].
- Statua del Leone [situata in rue du Château].
- Statua delle Tre Grazie [situata in prossimità dell'Hotel de ville].
- Cappella di Notre-Dame de Bohain, detta anche "la Cappella Bianca".